# Thomas Baxter
Thomas Baxter (fl. 1732–1740) foi um mestre escolar e matemático que publicou um método errôneo de quadratura do círculo. Foi ridicularizado como um "pseudo-matemático" por Francis Ysidro Edgeworth, escrevendo para o Dictionary of National Biography.
Quando era mestre em uma escola particular em Crathorne, North Yorkshire, Baxter compôs um livro intitulado The Circle squared (Londres: 1732), publicado em octavo. O livro matemático começa com a falsa afirmação de que "se o diâmetro de um círculo for unidade ou um, a circunferência desse círculo será 3,0625", onde o valor correto deveria ser pi. A partir desta suposição incorreta, Baxter prova quatorze teoremas geométricos em círculos, ao lado de alguns outros em cones e elipses, ao qual Edgeworth se refere como sendo de "igual absurdo" às outras afirmações de Baxter. Thomas Gent, que publicou a obra, escreveu em suas reminiscências, em The Life of Mr. Thomas Gent, que "como nunca provou qualquer efeito, foi convertido em resíduos de papel, para grande mortificação do autor".
Este livro recebeu críticas severas de matemáticos e estudiosos modernos. O antiquário Edward Peacock referiu-se a ele como "sem dúvida, grande lixo". O matemático Augustus De Morgan incluiu a prova de Baxter em seu Budget of Paradoxes (1872), descartando-a como uma obra absurda. O trabalho foi o motivo pelo qual Edgeworth deu a Baxter o epíteto "pseudo-matemático".
Baxter publicou outro trabalho, Matho, or the Principles of Astronomy and Natural Philosophy accommodated to the Use of Younger Persons (Londres: 1740). Ao contrário de outras obras de Baxter, este volume conquistou considerável popularidade em sua época.